# 悉尼·马什
悉尼·马什（英語：Sidney Marsh，1939年8月31日—），澳大利亚男子摔跤运动员。他曾代表澳大利亚参加1962年大英帝国和英联邦运动会摔跤比赛，获得一枚银牌。他也曾参加1964年和1968年夏季奥运会。